# Jan Malý (fotograf)

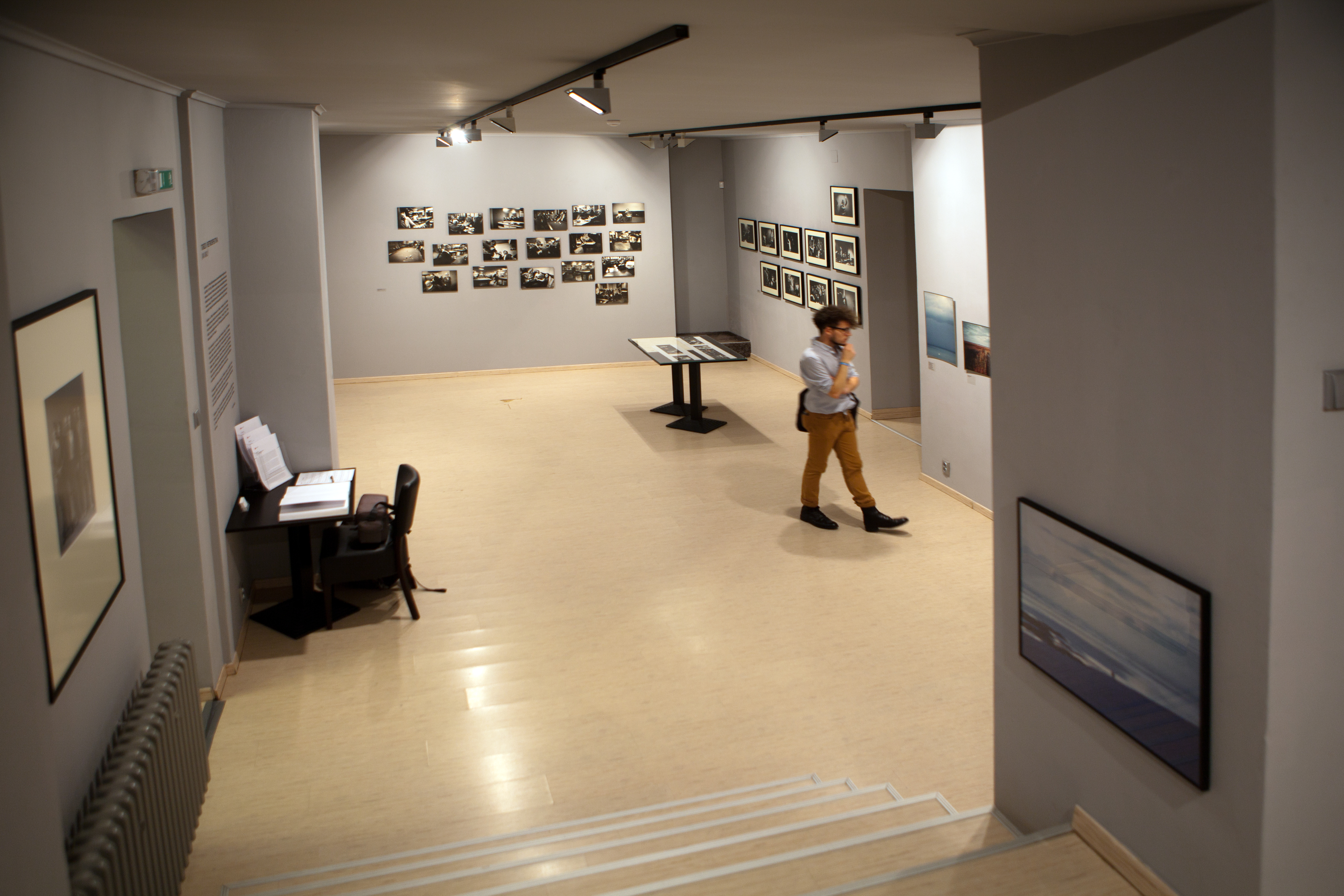
Výstava Torzo v pražské Leica Gallery

Jan Malý (16. dubna 1954 Praha – 5. dubna 2017 Praha) byl český fotograf. Byl známý jako spoluautor časosběrného fotografického cyklu Český člověk, dokumentující portréty Čechů a Češek od roku 1982. Dalšími autory této série jsou Ivan Lutterer a Jiří Poláček. V letech 1973–1978 vystudoval na FAMU obor fotografie.

## Život a dílo
Narodil se 16. dubna 1954 v Praze. Kromě portrétů fotografuje také architekturu, jeho snímky obsahují knihy Rostislava Šváchy Od moderny k funkcionalismu: proměny pražské architektury první poloviny dvacátého století a Od moderny k funkcionalismu, publikace Petra Wittlicha Secesní Prahou a kniha Jiřího Kovtuna Pražský hrad za T.G. Masaryka. K autorově volné tvorbě patří například cykly U Nováků (1974), Reduta (1975), Na silnici - stánkaři (90. léta), Samota (70. léta) nebo Francouzské pobřeží (90. léta).

## Fotografický cyklus Český člověk
Časosběrný fotografický cyklus Český člověk autorské trojice Jan Malý, Jiří Poláček a Ivan Lutterer zahrnuje tisíce snímků českých lidí. Začal vznikat v roce 1982 a jeho rozšiřování s odmlkami pokračovalo do roku 2010.
K nápadu fotografovat českého člověka autory přivedl alkoholem posilněný muž s lahví a v montérkách, který při fotografování moravských krojů v Lanžhotě vstoupil do polního fotografického ateliéru (odtud Czech Field Studio po vzoru mobilního ateliéru Irvinga Penna) se žádostí o fotografii. Tento moment dal vzniknout souboru portrétů českých lidí. Použití materiálu Polaroid negativ pozitiv 4x5 palců (větší 9x12 cm) jim umožňovalo fotografovaným věnovat snímek, zatímco negativ si ponechávali k dalšímu užití. Z tisíců pořízených fotografií sestavili v roce 1997 fotografickou knihu Český člověk.
Následovalo fotografování na divadelní pouti v Praze v roce 1985, dále fotografování trempů, místních indiánů a kovbojů. Z Amsterdamu, kam byli pozváni na fotofestival v roce 1989, si autoři odvezli soubor Nizozemců. V roce 1990 se po světové fotografické výstavě v texaském Houstonu zapisuje Czech Field Studio do análů světové portrétní fotografie. Autoři se ve stejném roce zúčastnili s polním ateliérem mezinárodního fotografického festivalu v Lausanne a českých kulturních dnů v Bretani v Rennes. Na domácí půdě pořídili fotografie českého člověka v železárnách ve Vítkovicích a v Ostravě. Etapu fotografování do roku 1997 symbolicky uzavřela kniha z nakladatelství Studia JB, která byla následně oceněna 2. místem v soutěži Nejkrásnější české knihy roku 1997 v kategorii Kniha o výtvarném umění a obrazové publikace.
Po tragické smrti Ivana Lutterera v Rochesteru v USA (2001) pokračovali autoři přijali Poláček s Malým výzvu České kulturní mise v Paříži, aby stejným způsobem fotografovali obyvatele francouzské metropole. Při této příležitosti byly zvětšeniny Českého člověka vystaveny v pařížském metru vystavena. Na podzim roku 2002 se ve zdejším Českém centru uskutečnila výstava Pařížané a Pražané. Na pozvání Langhans Galerie Praha vznikla v roce 2010 poslední série českého člověka.

## Výstavy

### Samostatné výstavy
- 1979 Reduta, Činoherní klub, Praha
- 1980, Činoherní klub, Praha
- 1983 Jazz, Galéria F, Banská Bystrica, kurátor Tomáš Fassati
- 1988 Reduta, Divadlo hudby, Praha
- 2000 Kubistická architektura, Galerie Radost
- 2004 Lomené, hranaté a obloukové tvary, Trmalova vila, Praha - fotografie ze stejnojmenné publikace Rostislava Šváchy
- 2009 Pražská secese, Stockholm, Švédsko
- 2013 Torzo I Retrospektiva, Leica Gallery Prague, 13. září – 3. listopadu 2013, kurátor Pavel Vančát [9]
- 2018 Galerie AP Atelieru Josefa Pleskota, Praha

### Skupinové výstavy
- 1981 9+9, klášter Plasy, kurátor Anna Fárová
- 1984 Český člověk, Amsterdam
- 1989 37 fotografů na Chmelnici, Junior klub Na Chmelnici, Praha

## Zastoupení ve sbírkách (výběr)
- Moravská galerie v Brně
- Muzeum umění a designu Benešov
- Uměleckoprůmyslové museum v Praze

## Galerie

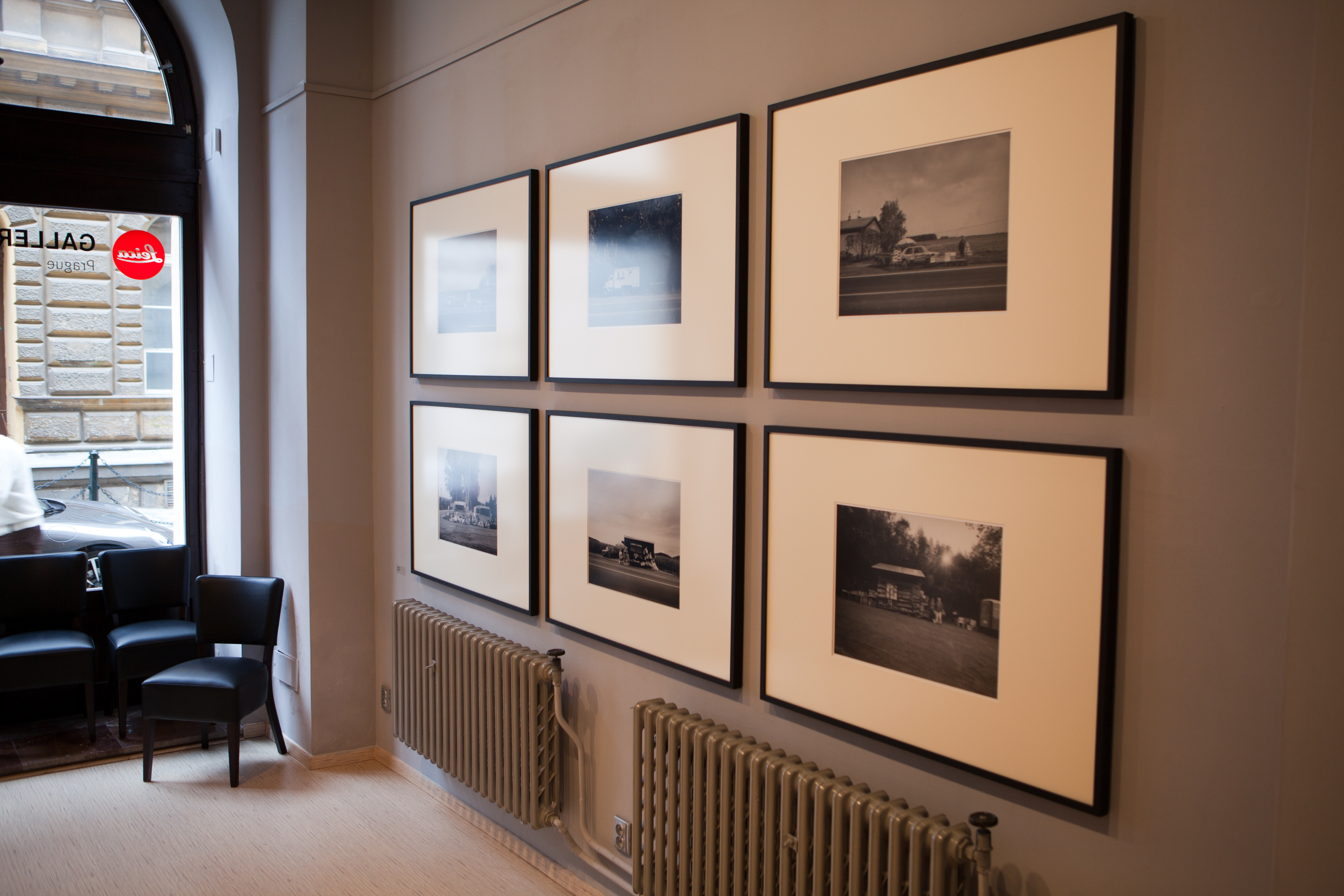
2013 Torzo I Retrospektiva, Leica Gallery Prague, 13. září — 3. listopad 2013
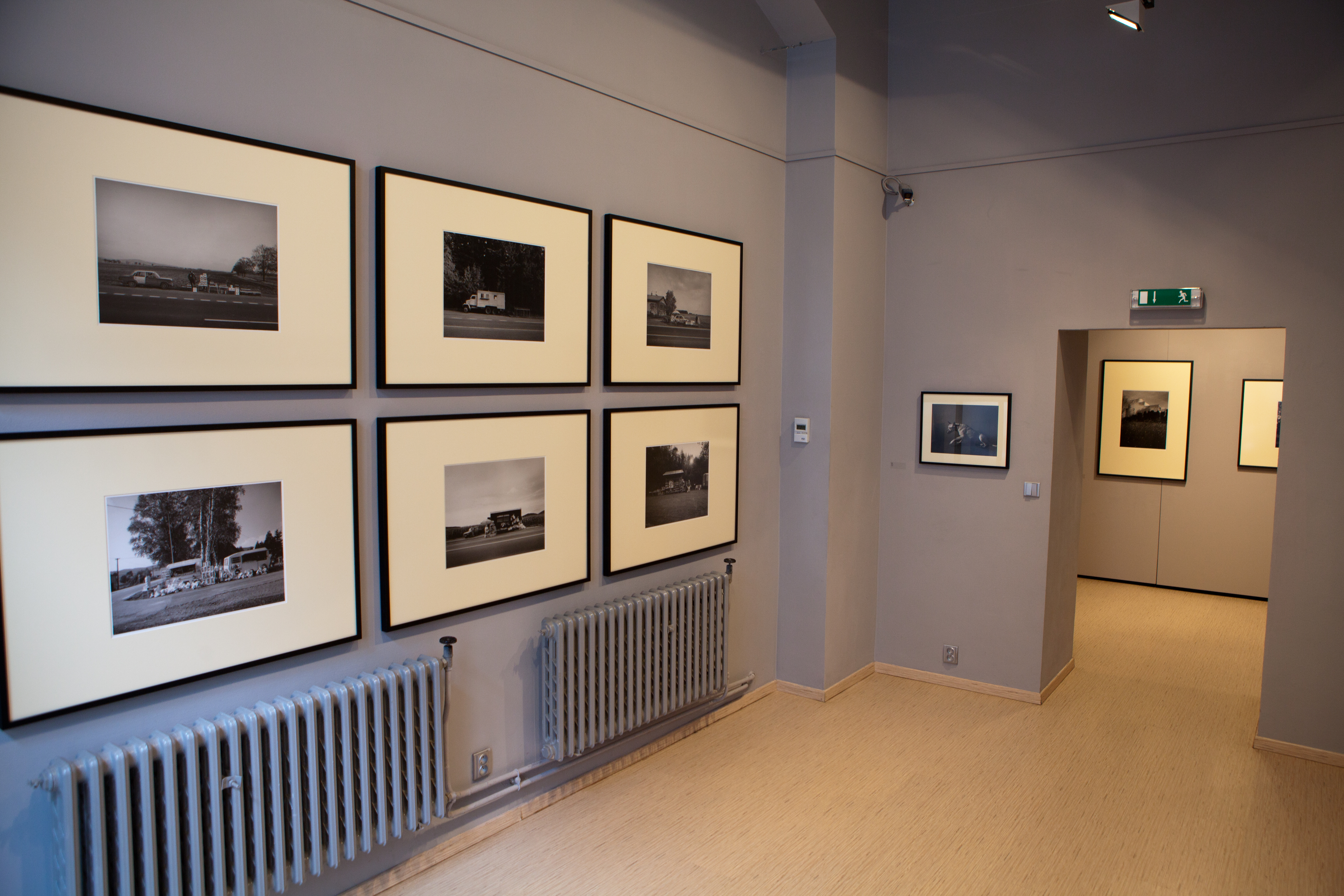
2013 Torzo I Retrospektiva, Leica Gallery Prague, 13. září — 3. listopad 2013
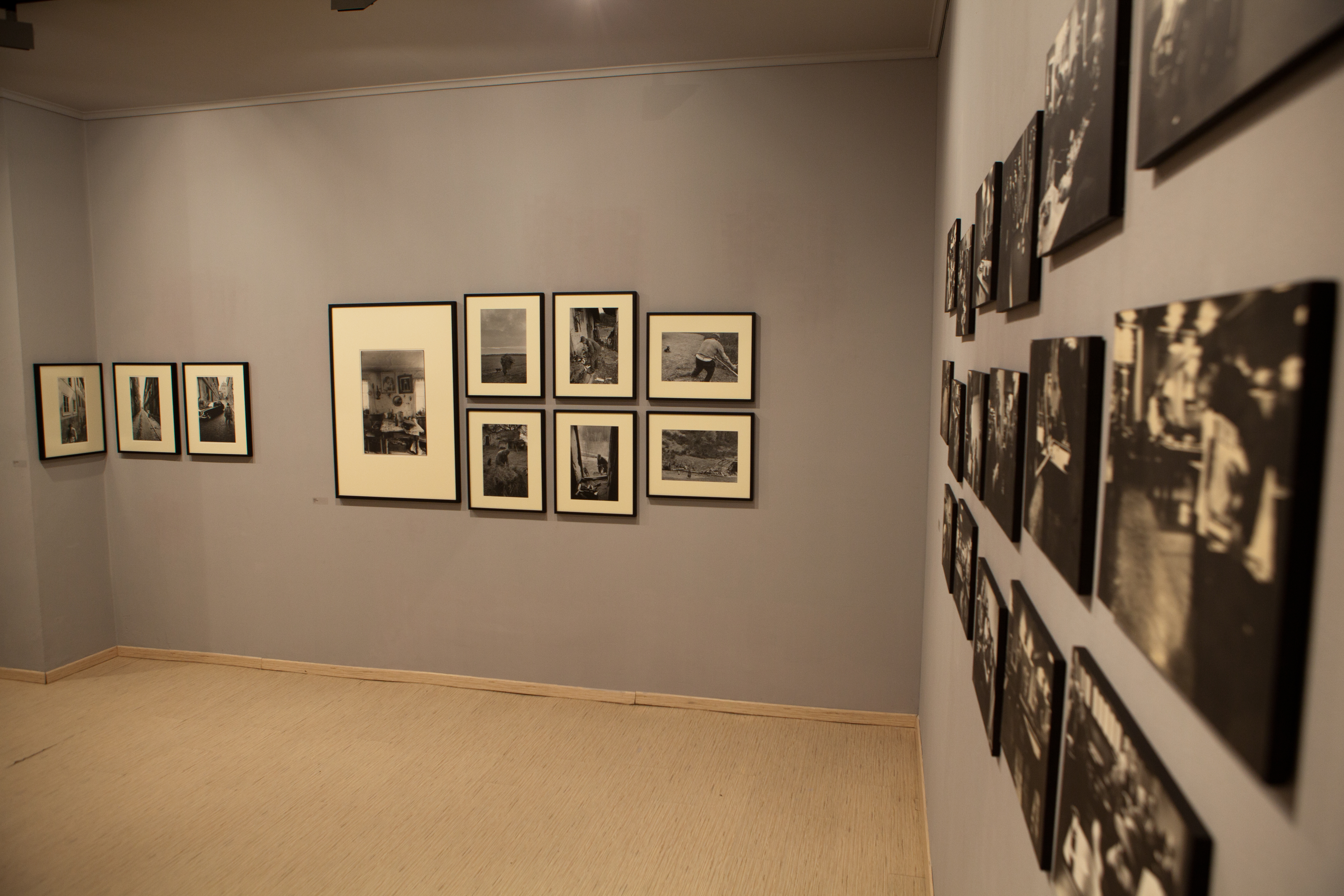
2013 Torzo I Retrospektiva, Leica Gallery Prague, 13. září — 3. listopad 2013